# Deja Vu (groupe allemand)
Pour les articles homonymes, voir Déjà vu (homonymie).
Deja Vu est un groupe allemand de power et heavy metal, originaire de Straubing, en Bavière.

## Histoire
Werner Kerscher et Timo Zach forment le groupe en 1987 après avoir vu ensemble Overkill lors de leur première tournée européenne. Stephan Moro à la batterie et Alfons Klostermeier à la basse les rejoignent bientôt. Les quatre musiciens se produisent pour la première fois en public à la fin de l'année 1987. À l'époque, leur musique avait encore une influence thrash. Werner Kerscher se concentre ensuite sur le chant, raison pour laquelle Karl-Heinz Semmelmann rejoint le groupe en tant que nouveau guitariste. En 1991, le single Sweet Cheat / Back to the City sort en auto-production, en édition limitée et rapidement épuisé. S'ensuivent plusieurs changements de line-up (Tom Riedhammer remplaça Alfons Klostermeier et Franz Schöniger le rejoint en tant que guitariste principal) et de nombreux concerts, mais le groupe se sépare à nouveau rapidement.
Cependant, en hiver 2000, Kerscher, Zach et Moro se réunissent à nouveau. Wolpo Wohlhaupter prend la basse en tant que nouveau membre. Après d'autres concerts, les enregistrements en studio reprennent en 2005 et en 2006, Deja Vu sort son premier album Bullets to Spare sur le label de musique allemand Karthago Records (Pure Steel Records). En 2008, le deuxième album Decibel Disease suit. Le nombre de concerts augmente, et en 2007 le groupe joue au Sword Brother Festival, puis en 2009 au Keep It True et au Pounding Metal Festival. En 2010, c'est au tour du Basinfirefest en République tchèque, où les quatre musiciens ont joué avec Testament, Venom et Ektomorf, entre autres. En 2011, ils font une apparition au cinquième festival A Chance for Metal. Ils se produisent sont également en Suisse ainsi qu'aux Heavy X-mas Festivals et aux Hard Summer Festivals 2005 à Straubing, où Tankard et Grave Digger sont notamment présents, ainsi qu'en 2014, 2015 et 2017 à Falkenfels, et en août 2017 au Kaltenbach Open Air en Autriche.
Le groupe sort son troisième album Ejected en avril 2016 sur Infernö Records. En juin 2017, Deja Vu met en vente l'album Bullets Reloaded en téléchargement sur internet, un réenregistrement de leur album Bullets to Spare sorti en 2006 avec des bonus.

## Discographie

### Albums studio
- 2006 : Bullets to Spare (Karthago Records / Pure Steel Records)
- 2008 : Decibel Disease (Karthago Records / Pure Steel Records)
- 2016 : Ejected (Infernö Records)
- 2017 : Bullets Reloaded (indépendant)

### Singles
- 1991 : Sweet Cheat / Back to the City